# فیلم‌شناسی ابراهیم حاتمی‌کیا

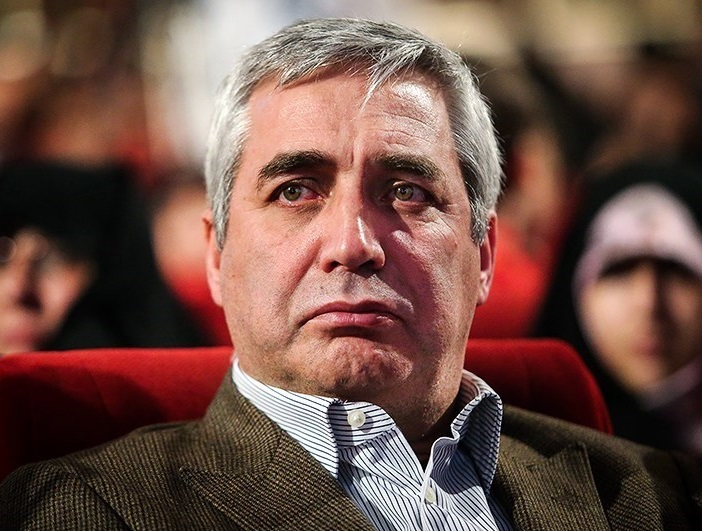
ابراهیم حاتمی‌کیا

فیلم‌شناسی ابراهیم حاتمی‌کیا فهرستی از آثار سینمایی است که ابراهیم حاتمی‌کیا (زادهٔ ۱۳۴۰) فیلم‌ساز ایرانی است که کارگردانی، نویسندگی، فیلم‌برداری، تهیه‌کنندگی یا نقش‌آفرینی در آن‌ها را بر عهده داشته است. او تاکنون بیست فیلم بلند را کارگردانی کرده که نویسندهٔ فیلم‌نامهٔ همهٔ آنها خودش است. حاتمی‌کیا فعالیت در عرصهٔ سینما را با ساخت فیلم‌های کوتاه ۸ میلی‌متری و ۱۶ میلی‌متری آغاز کرد. او با ساخت آژانس شیشه‌ای (۱۳۷۶) به نقطهٔ اوج در کارنامه و زندگی حرفه‌ای خود رسید تا جایی که جابر قاسمعلی، منتقد سینما، این فیلم را نماد سینمای دفاع مقدس خوانده است. حوزهٔ آثار حاتمی‌کیا در سال‌های دههٔ ۱۳۶۰، جنگ و سینمای دفاع مقدس بود با این حال، مضمون آثار او در اوایل دههٔ ۱۳۷۰ در یک سیر طبیعی از جنگ به شهر، از شهر به خانواده، از خانواده به زن و از زن به عشق رسید.
حاتمی‌کیا در طول چهل سال فعالیت سینمایی خود، تجربه‌های متفاوتی را پشت سر گذاشته است. او تجربهٔ ساخت دو سریال به نام‌های خاک سرخ و حلقه سبز را در کارنامه‌اش دارد. فیلم‌برداری قسمت‌هایی از مجموعهٔ مستند روایت فتح، تهیه‌کنندگی عبور (۱۳۶۷)، نویسندگی فیلم‌نامهٔ اسکادران عشق (۱۳۷۶) و ایفای نقش در زندگی خصوصی آقا و خانم میم (۱۳۹۰) از جمله تجربه‌های متفاوت او هستند. او در بوی پیراهن یوسف (۱۳۷۴) برای نخستین بار در مقابل دوربین خودش به ایفای نقش پرداخت و در همین سال، تدوین برج مینو (۱۳۷۴) را به دلیل داستان پیچیده و سرشار از خاطره و رؤیا، به بهرام بیضایی سپرد. او در روبان قرمز (۱۳۷۷) با زبان نمادگرایانه به آسیب‌شناسی زندگی افرادی پرداخت که پس از جنگ به دنبال معنایی برای زندگی خود بودند. دعوت (۱۳۸۷) به عنوان متفاوت‌ترین فیلم حاتمی‌کیا که حاشیه‌های فراوانی هم داشت، خارج از فضای همیشگی فیلم‌هایش، به موضوع سقط جنین پرداخت. این فیلم حتی در فُرم نیز متفاوت بود و ساختار اپیزودیک داشت.
ابراهیم حاتمی‌کیا جایزه‌ها و نامزدی‌های فراوانی برای آژانس شیشه‌ای، بادیگارد و دیگر فیلم‌ها تجربه کرده است که ۷ سیمرغ بلورین و ۲ تندیس زرین از جملهٔ این جایزه‌ها هستند. همچنین کارنامهٔ سینمایی او در چندین کتاب مستقل مورد نقد و بررسی قرار گرفته است.

## فیلم‌سازی
| dagger | نشان‌دهندهٔ فیلم/سریال پخش‌نشده یا در حال تولید |
| —      | نشان‌دهندهٔ موجود نبودن اطلاعات                |

### فیلم
| سال  | عنوان                      | کارگردان | نویسنده | یادداشت                                     | منبع   |
| ---- | -------------------------- | -------- | ------- | ------------------------------------------- | ------ |
| ۱۳۶۵ | هویت                       | آری      | آری     |                                             | [ ۵ ]  |
| ۱۳۶۷ | دیده‌بان                    | آری      | آری     |                                             | [ ۶ ]  |
| ۱۳۶۸ | مهاجر                      | آری      | آری     |                                             | [ ۷ ]  |
| ۱۳۷۰ | وصل نیکان                  | آری      | آری     |                                             | [ ۸ ]  |
| ۱۳۷۱ | از کرخه تا راین            | آری      | آری     |                                             | [ ۹ ]  |
| ۱۳۷۲ | خاکستر سبز                 | آری      | آری     |                                             | [ ۱۰ ] |
| ۱۳۷۴ | بوی پیراهن یوسف            | آری      | آری     | همچنین تک‌جلوه                               | [ ۱۱ ] |
| ۱۳۷۵ | برج مینو                   | آری      | آری     |                                             | [ ۱۲ ] |
| ۱۳۷۶ | آژانس شیشه‌ای               | آری      | آری     |                                             | [ ۱۳ ] |
| ۱۳۷۷ | روبان قرمز                 | آری      | آری     |                                             | [ ۱۴ ] |
| ۱۳۷۹ | موج مرده                   | آری      | آری     |                                             | [ ۱۵ ] |
| ۱۳۸۰ | ارتفاع پست                 | آری      | آری     | نویسندهٔ مشترک با اصغر فرهادی                | [ ۱۶ ] |
| ۱۳۸۳ | به رنگ ارغوان              | آری      | آری     | همچنین تدوین‌گر مشترک با سهراب خسروی         | [ ۱۷ ] |
| ۱۳۸۴ | به نام پدر                 | آری      | آری     | همچنین تهیه‌کنندهٔ مشترک با محمد پیرهادی      | [ ۱۸ ] |
| ۱۳۸۷ | دعوت                       | آری      | آری     | نویسندهٔ مشترک با چیستا یثربی، همچنین تک‌جلوه | [ ۱۹ ] |
| ۱۳۸۹ | گزارش یک جشن               | آری      | آری     |                                             | [ ۲۰ ] |
| ۱۳۹۲ | چ                          | آری      | آری     |                                             | [ ۲۱ ] |
| ۱۳۹۴ | بادیگارد                   | آری      | آری     | همچنین تک‌جلوه                               | [ ۲۲ ] |
| ۱۳۹۶ | به وقت شام                 | آری      | آری     |                                             | [ ۲۳ ] |
| ۱۳۹۸ | خروج                       | آری      | آری     |                                             | [ ۲۴ ] |
| ۱۴۰۳ | موسی کلیم‌الله: به وقت طلوع | آری      | آری     | همچنین تدوین‌گر مشترک با پیمان علیزاده       | [ ۲۵ ] |

| سال  | عنوان       | کارگردان | نویسنده | یادداشت          | منبع   |
| ---- | ----------- | -------- | ------- | ---------------- | ------ |
| ۱۳۶۱ | موعود       | آری      | آری     | پویانمایی        | [ ۲۶ ] |
| ۱۳۶۱ | عاقبت مغرور | آری      | آری     |                  | [ ۲۷ ] |
| ۱۳۶۱ | کوردلان     | آری      | آری     |                  | [ ۲۸ ] |
| ۱۳۶۲ | تربت        | آری      | آری     |                  | [ ۲۹ ] |
| ۱۳۶۳ | صراط        | آری      | آری     |                  | [ ۳۰ ] |
| ۱۳۶۴ | طوق سرخ     | آری      | آری     | همچنین فیلم‌بردار | [ ۳۱ ] |
| —    | عطر پنهان   | آری      | آری     | فیلم مستند       | [ ۳۲ ] |

### تلویزیون
| سال  | عنوان         | کارگردان | نویسنده | یادداشت | منبع   |
| ---- | ------------- | -------- | ------- | ------- | ------ |
| ۱۳۸۱ | خاک سرخ       | آری      | نه      |         | [ ۳۳ ] |
| ۱۳۸۶ | حلقه سبز      | آری      | آری     |         | [ ۳۴ ] |
| ن/م  | موسی کلیم‌الله | آری      | آری     |         | [ ۲۵ ] |

## سایر کارها
| سال  | عنوان         | کارگردان      | نقش در تولید       | یادداشت    | منبع   |
| ---- | ------------- | ------------- | ------------------ | ---------- | ------ |
| ۱۳۶۳ | برخیزید       | نصرت کریمی    | فیلم‌بردار          | فیلم مستند | [ ۳۵ ] |
| ۱۳۷۴ | فاطیما        | —             | فیلم‌بردار          | فیلم مستند | [ ۳۶ ] |
| ۱۳۹۵ | ملاقات شیشه‌ای | یوسف حاتمی‌کیا | تهیه‌کننده، نویسنده |            | [ ۳۷ ] |

| سال  | عنوان                      | کارگردان                   | نقش در تولید     | یادداشت                        | منبع   |
| ---- | -------------------------- | -------------------------- | ---------------- | ------------------------------ | ------ |
| ۱۳۶۴ | توهم                       | سعید حاجی‌میری              | دستیار فیلم‌بردار |                                | [ ۳۸ ] |
| ۱۳۶۷ | عبور                       | کمال تبریزی                | تهیه‌کننده        |                                | [ ۳۹ ] |
| ۱۳۷۶ | اسکادران عشق               | سعید حاجی‌میری              | نویسنده          | نویسندهٔ مشترک با سعید حاجی‌میری | [ ۴۰ ] |
| ۱۳۹۰ | زندگی خصوصی آقا و خانم میم | روح‌الله حجازی              | بازیگر           |                                | [ ۴۱ ] |
| ۱۳۹۴ | چشم جنگ                    | یوسف حاتمی‌کیا، مهدی برجیان | تهیه‌کننده        | فیلم مستند                     | [ ۴۲ ] |
| ۱۴۰۰ | شب طلایی                   | یوسف حاتمی‌کیا              | تهیه‌کننده        |                                | [ ۴۳ ] |

| سال  | عنوان                   | کارگردان             | نقش در تولید       | یادداشت                                                         | منبع   |
| ---- | ----------------------- | -------------------- | ------------------ | --------------------------------------------------------------- | ------ |
| ۱۳۶۶ | روایت فتح(مجموعهٔ چهارم) | سید مرتضی آوینی      | فیلم‌بردار          | فیلم مستند؛ قسمت «سحر یا معجزه؟»فیلم‌برداری مشترک با حسن پیرهادی | [ ۴۴ ] |
| ۱۳۶۷ | روایت فتح(مجموعهٔ پنجم)  | سید مرتضی آوینی      | فیلم‌بردار          | فیلم مستند؛قسمت‌های «درخششی دیگر» و «آقا سعید»                   | [ ۴۵ ] |
| ۱۳۷۹ | سفر نفت                 | سید ابراهیم اصغرزاده | فیلم‌بردار، نویسنده | سریال مستند                                                     | [ ۴۶ ] |
| ۱۳۸۸ | کلاه‌قرمزی ۸۸            | ایرج طهماسب          | بازیگر             | نقش خودش در قسمت ۷                                              | [ ۴۷ ] |

## حضور در فیلم‌های مستند
| سال  | عنوان                                         | کارگردان             | یادداشت               | منبع   |
| ---- | --------------------------------------------- | -------------------- | --------------------- | ------ |
| ۱۳۷۷ | وقایع‌نگاری یک فیلم‌نامه ناتمام                 | سید ابراهیم اصغرزاده | پشت صحنهٔ موج مرده     | [ ۴۸ ] |
| ۱۳۷۹ | ترغیب دوستانه: سینمای ایران پس از انقلاب ۱۳۵۷ | جمشید اکرمی          |                       | [ ۴۹ ] |
| ۱۳۸۲ | آوای دره گلیج                                 | علی‌محمد قاسمی        |                       | [ ۵۰ ] |
| ۱۳۸۵ | ایران: یک انقلاب سینمایی                      | نادر تکمیل همایون    |                       | [ ۵۱ ] |
| ۱۳۸۶ | دل‌واره                                        | امید نجوان           | پشت صحنهٔ آژانس شیشه‌ای | [ ۵۲ ] |
| ۱۳۸۶ | مسیر سبز                                      | امید نجوان           | پشت صحنهٔ حلقه سبز     | [ ۵۳ ] |
| ۱۳۸۷ | خشت‌ها و آیینه‌ها                               | شادمهر راستین        |                       | [ ۵۴ ] |
| ۱۳۸۸ | روبان قرمز                                    | رضا عاطفی            | پشت صحنهٔ روبان قرمز   | [ ۵۵ ] |
| ۱۳۸۹ | ریشه در خاک                                   | محمد خلیل‌زاده        |                       | [ ۵۶ ] |
| ۱۳۹۳ | مرغابی‌های وحشی                                | یوسف حاتمی‌کیا        | پشت صحنهٔ گزارش یک جشن | [ ۵۷ ] |
| ۱۳۹۴ | گوهر                                          | پوریا حیدری اوره     |                       | [ ۵۸ ] |
| ۱۳۹۴ | خواب ابراهیم                                  | محمود کریمی          | پشت صحنهٔ چ            | [ ۵۹ ] |
| ۱۳۹۵ | انحصار ورثه                                   | محمدعلی شعبانی       |                       | [ ۶۰ ] |
| ۱۴۰۰ | اصغر آقا آکتور سینما                          | محسن نقی‌زاده         |                       | [ ۶۱ ] |
| ن/م  | سینه سرخ                                      | سجاد ایمانی          | در مرحلهٔ پس‌تولید      | [ ۶۲ ] |

| سال  | عنوان             | کارگردان | یادداشت                         | منبع   |
| ---- | ----------------- | -------- | ------------------------------- | ------ |
| ۱۳۹۷ | برداشت‌های ابراهیم | —        | پشت صحنهٔ گزیدهٔ فیلم‌های حاتمی‌کیا | [ ۶۳ ] |

## اکران‌شناسی فیلم‌های بلند
| عنوان           | فروش (تومان)   | تعداد بلیت | یادداشت                    | منبع   |
| --------------- | -------------- | ---------- | -------------------------- | ------ |
| هویت            | —              | —          | اکران عمومی نشد            | [ ۶۴ ] |
| دیده‌بان         | ۱۳٬۵۲۷٬۱۶۰     | ۱٬۰۲۷٬۹۶۷  |                            | [ ۶۵ ] |
| مهاجر           | ۲۰٬۹۳۸٬۴۰۱     | ۱٬۱۸۴٬۵۹۷  |                            | [ ۶۶ ] |
| وصل نیکان       | ۴٬۹۰۷٬۲۵۰      | ۱۵۱٬۶۹۸    |                            | [ ۶۷ ] |
| از کرخه تا راین | ۱۰۹٬۴۱۲٬۶۷۵    | ۲٬۰۸۹٬۰۱۱  |                            | [ ۶۸ ] |
| خاکستر سبز      | ۱۵٬۵۸۱٬۰۲۵     | ۲۵۲٬۳۶۵    |                            | [ ۶۹ ] |
| بوی پیراهن یوسف | ۴۹٬۴۰۳٬۷۵۰     | ۴۲۰٬۸۰۱    |                            | [ ۷۰ ] |
| برج مینو        | ۳۹٬۰۵۶٬۱۱۰     | ۲۸۲٬۲۸۵    |                            | [ ۷۱ ] |
| آژانس شیشه‌ای    | ۳۰۱٬۱۷۹٬۴۷۰    | ۱٬۲۷۹٬۸۱۹  |                            | [ ۷۲ ] |
| روبان قرمز      | ۵۶٬۸۴۷٬۸۵۰     | ۱۹۴٬۰۲۴    |                            | [ ۷۳ ] |
| موج مرده        | ۱۱۱٬۲۷۲٬۱۵۰    | ۲۴۲٬۳۲۶    |                            | [ ۷۴ ] |
| ارتفاع پست      | ۴۰۶٬۴۵۳٬۹۰۰    | ۸۰۶٬۰۵۸    |                            | [ ۷۵ ] |
| به نام پدر      | ۶۲۹٬۱۴۶٬۰۵۰    | ۵۹۲٬۷۰۵    |                            | [ ۷۶ ] |
| دعوت            | ۱٬۵۳۵٬۶۵۵٬۶۰۰  | ۱٬۱۰۰٬۹۲۲  |                            | [ ۷۷ ] |
| به رنگ ارغوان   | ۷۴۵٬۳۸۶٬۶۰۰    | ۳۳۲٬۹۹۸    | فیلم توقیف‌شده (۱۳۸۸–۱۳۸۳)  | [ ۷۸ ] |
| گزارش یک جشن    | —              | —          | فیلم توقیف‌شده (اکنون–۱۳۸۹) | [ ۷۹ ] |
| چ               | ۱٬۸۳۴٬۰۵۸٬۱۰۰  | ۴۱۸٬۰۱۵    |                            | [ ۸۰ ] |
| بادیگارد        | ۶٬۹۴۳٬۶۳۰٬۷۰۰  | ۱٬۰۴۷٬۳۸۶  |                            | [ ۸۱ ] |
| به وقت شام      | ۱۳٬۰۹۹٬۹۱۰٬۴۰۰ | ۱٬۶۲۸٬۹۶۸  |                            | [ ۸۲ ] |
| خروج            | ۸۲٬۵۰۲٬۱۰۰     | ۵۲۶        | تحت تأثیر همه‌گیری کووید-۱۹ | [ ۸۳ ] |

## پی‌نوشت‌ها